# マイ・ファニー・ヴァレンタイン
「マイ・ファニー・ヴァレンタイン」（My Funny Valentine）は、1937年にリチャード・ロジャースとロレンツ・ハートにより作詞・作曲され、ミュージカル『ベイブス・イン・アームス』で発表されたショー・チューン。代表的なジャズ・スタンダードの楽曲でもある。
ヴォーカル・トラックとしてもカバーされているが、マイルス・デイヴィス等によりインスト・トラックとしてもカバーされている。

## カバーしたミュージシャン
- ビル・エヴァンス
- オスカー・ピーターソン
- マイルス・デイヴィス
- チェット・ベイカー
- フランク・シナトラ
- トニー・ベネット
- エラ・フィッツジェラルド
- サラ・ヴォーン
- スキャットマン・ジョン
- フランキー・ヴァリ
- リッキー・リー・ジョーンズ
- ウィル・リー
- ジュリー・アンドリュース

ほか
・石原裕次郎 : 全国縦断リサイタルにてカバー
石原裕次郎 日本縦断リサイタル LPレコード、CD（TECE-25997）、DVD（白黒映像1部のみ）などで発売。
・西城秀樹 : 1978年『バレンタインコンサート・スペシャル/西城秀樹 愛を歌う』にてカバー
・松田聖子 : 2019年『SEIKO JAZZ 2』にてカバー